# Суяпская Богоматерь
Суяпская Богоматерь (исп. Nuestra Señora de Suyapa), или Пресвятая Дева Суяпская (исп. Virgen de Suyapa) — почитаемая чудотворной статуя Богородицы в Суяпе, пригороде Тегусигальпы, в архиепархии Тегусигальпы католической церкви в Гондурасе. Образ находится в алтаре  базилики Богоматери Суяпской, которая является местом популярного паломничества среди гондурасцев, исповедующих католицизм. Суяпская Богоматерь почитается покровительницей Гондураса.

## Иконография
Шести сантиметровая статуя XVIII века вырезана из кедрового дерева и представляет собой образ Чёрной Мадонны, или Ла-Морениты (исп. La Morenita). Автор неизвестен. Предположительно это мог быть непрофессиональный мастер. У статуи Богоматери овальное лицо и прямые волосы до плеч. Её руки соединены в молитвенном жесте перед грудью. Облачена она в светло-алый хитон, покрыта тёмным плащом, отделанным золотыми звездами и украшенным драгоценными камнями.

## История обретения
Существует несколько версий того, как была явлена статуя. По мнению большинства гондурасцев, она была обнаружена чудесным образом в конце января или начале февраля 1747 года крестьянином Алехандро Калиндресом. Вместе с восьмилетним мальчиком, он пришёл поработать на кукурузное поле на горе Пилигуин к северо-востоку от Тегусигальпы. Они не успели вернуться домой и заночевали под открытым небом. Ночью Колиндрес был разбужен резкой болью в боку и обнаружил, что ему что-то мешает. В более поздней версии этой истории утверждается, что, не глядя на предмет, Колдинрес бросил его так далеко, как только мог, но обнаружил статую снова, когда лёг спать. Эта деталь, однако, отсутствует в ранних версиях истории. На следующее утро, Колиндрес обнаружил, что спал на крошечной статуе Пресвятой Девы Марии, которую он взял с собой и установил на семейном алтаре в доме своей матери. Там статуя находилась в течение следующих двадцати лет.
В 1777 году для статуи была построена часовня. Первое чудо, приписываемое заступничеству Богоматери Суяпской, произошло уже в 1780 году, а первое засвидетельствованное чудо — в 1796 году.
Статую дважды крали. Когда она была украдена в 1986 году, грабители сняли с неё золотые и серебряные украшения и драгоценные камни. Некоторое время образ находился в мужском туалете ресторана «Ла Терраса де Дон Пепе» в Тегусигальпе.

## История почитания
В 1925 году римский папа Пий XI провозгласил образ Богоматери Суяпской покровительницей Гондураса и установил 3 февраля в качестве дня литургического торжества этого образа Пресвятой Девы. В 1954 году рядом с часовней была построена большая базилика. Статуя Богородицы проводит большую часть своего времени в часовне, но каждый год перед её праздником она переносится в главный храм для многочисленных паломников.
Считается, что статуя обладает чудесными способностями. Её заступничеству приписывается быстрое завершение футбольной войны между Гондурасом и Сальвадором. Многие из солдат армии Гондураса сообщили о видениях Пресвятой Девы, которая успокаивала их во время боевых действий. В 1969 году Богоматерь Суяпская была объявлена генеральным капитаном вооружённых сил Гондураса.
У статуи есть группа постоянных попечителей. Все они мужчины, известные как Орден Суяпских кавалеров. Они отвечают за внешний вид статуи и за маленькую часовню, сопровождают статую, когда она покидает часовню, и странствует по Гондурасу. Их деятельность особенно активна в феврале.